# Aricidea wassi
Aricidea wassi är en ringmaskart som beskrevs av Pettibone 1965. Aricidea wassi ingår i släktet Aricidea och familjen Paraonidae. Arten har ej påträffats i Sverige. Inga underarter finns listade i Catalogue of Life.